# Kavarok

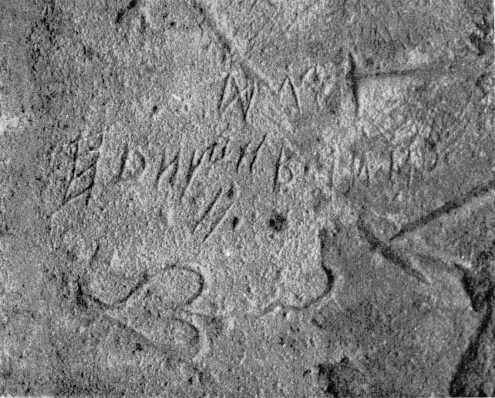
Kavar emlék az alsószentmihályfalvai kazáriai rovásírással készült felirat

A kavarok (középgörög καβαροι, hibás olvasata kabarok) a honfoglalás előtti időszakban a magyarokhoz csatlakozó, valószínűleg török nyelvű népcsoport voltak. Bíborbanszületett Konstantin a nála járt magyar küldöttség elmondása alapján közli velünk, hogy a kavarok fellázadtak a kazárok ellen, egy részüket lemészárolták, mások csatlakoztak a magyarokhoz (nála türkökhöz), „és ekkor holmi kavaroknak nevezték el őket”. Nevük valószínű etimológiája a kavir azaz összehoz, összegyűjt szóra vezethető vissza, de attól ez még lehet egy népetimológiai alkotás, ahol egy török szó jelentése találkozik egy nemzetség nevével, ahogy az a türkök esetén is történt.

## A kavarok törzsei
Vélhetően kavar törzsnév az örs.  
A berény/berencs is kavarnak sejthető.
Ugyanígy a varsány, amelyik az Osian > Vosian magyar fejleménye, azaz alán (oszét) néptöredék. Ide tartozik az oszlár/eszlár csoport, ami az osz török többes számmal ellátott változata. Az örs, berény/berencs, oszlár/varsány hasonló eloszlást mutatnak a Kárpát-medencében, mint a „hét magyar” törzs neve.
Felmerült, hogy a berszilek nevéből származtatható bercel is kavar törzsnév volt.
Bizonyosra vehető, hogy a kavarok között muszlim hvárezmiek (kálizok) is voltak. De sem a káliz/kalász, sem a bercel, sem a székely név nem mutat olyan gyakoriságot és eloszlást, mint az előbbi magyar és kavarnak vélhető törzsnevek.
Három törzsüknek a Bizáncban járt Bulcsú harka elmondása szerint egy főnöke volt, ők alkották a háborúban a magyarok előtt az elővédet, már 881-ben is így jelentek meg Bécs alatt. Ez a hadrend – a legutóbb csatlakozott nép elővédszerepe – általános szokás volt a török törzsszövetségek között. A 894-ben a morvákkal együtt Pannóniát feldúló sereg kavarokból és székelyekből állt.

## Kavar rovásfelirat
Létezik egy kazáriai rovással készült felirat a 10. századból, amelynek neve: alsószentmihályi rovásfelirat (Alsószentmihály, Erdély), amelyről már Vékony Gábor régész a 90-es években megállapította, hogy egy karaita kavar készítette.

## A kavarok és a régészet
„Az elkövetkező évek szaltovói kutatásának magyar szempontból egyik fontos kérdése lesz annak megmagyarázása, hogy miért hagytak fel néhány, több száz temetkezést tartalmazó gödörsíros temető használatával a 9. század második felében a Kazár Kaganátus északnyugati határterületén. Ez már csak azért is érdekes, mivel a honfoglalás kori archeogenetikai vizsgálataink eredményeként ma már ismerünk szaltovói környezetből eredeztethető női temetkezést a Kárpát-medencében. A logikus magyarázatként szóba jöhető kavar kérdés régészeti kutatása így akár új lendületet is vehet.”